# Ginástica artística nos Jogos Pan-Americanos de 2015 - Solo feminino
A competição do solo feminino foi um dos eventos da ginástica artística nos Jogos Pan-Americanos de 2015. Foi disputada no Toronto Coliseum no dia 15 de julho.

## Calendário
Horário local (UTC-4).
| Data        | Horário | Fase  |
| ----------- | ------- | ----- |
| 15 de julho | 14:40   | Final |

## Medalhistas
| Ouro   | CAN Ellie Black     |
| Prata  | USA Amelia Hundley  |
| Bronze | GUA Ana Sofía Gómez |

## Resultados

### Qualificação
| Pos. | Ginasta              | Solo   | Notas |
| ---- | -------------------- | ------ | ----- |
| 1    | USA Madison Desch    | 14.650 | Q     |
| 2    | USA Amelia Hundley   | 14.300 | Q     |
| 3    | BRA Flávia Saraiva   | 14.200 | Q     |
| 4    | CAN Ellie Black      | 14.200 | Q     |
| 5    | BRA Daniele Hypólito | 14.150 | Q     |
| 6    | GUA Ana Sofía Gómez  | 14.000 | Q     |
| 7    | PUR Paula Mejias     | 13.950 | Q     |
| 8    | CUB Leidys Perdomo   | 13.850 | Q     |
| 9    | ARG Ayelen Tarabini  | 13.800 | R     |
| 10   | CAN Isabela Onyshko  | 13.600 | R     |
| 11   | COL Yurañy Avendano  | 13.300 | R     |

### Final
| Pos.              | Ginasta              | Solo   | Notas |
| ----------------- | -------------------- | ------ | ----- |
| Medalha de ouro   | CAN Ellie Black      | 14.400 |       |
| Medalha de prata  | USA Amelia Hundley   | 14.200 |       |
| Medalha de bronze | GUA Ana Sofía Gómez  | 14.150 |       |
| 4                 | USA Madison Desch    | 13.975 |       |
| 5                 | CUB Leidys Perdomo   | 13.425 |       |
| 6                 | BRA Flávia Saraiva   | 13.200 |       |
| 7                 | PUR Paula Mejias     | 13.125 |       |
| 8                 | BRA Daniele Hypólito | 12.800 |       |